# Nížkovice
Nížkovice (in tedesco Nischkowitz) è un comune della Repubblica Ceca facente parte del distretto di Vyškov, in Moravia Meridionale.